# Rob Williams (ur. 1985)
Rob Williams (ur. 21 stycznia 1985 w Taplow) – brytyjski wioślarz, wicemistrz olimpijski, mistrz świata.

## Osiągnięcia
- Mistrzostwa Świata U-23 – Hazewinkel 2006 – czwórka bez sternika wagi lekkiej – 6. miejsce[2].
- Mistrzostwa Świata – Monachium 2007 – czwórka podwójna wagi lekkiej – 3. miejsce[2].
- Mistrzostwa Świata – Poznań 2009 – dwójka podwójna wagi lekkiej – 6. miejsce[2].
- Mistrzostwa Świata – Hamilton 2010 – czwórka bez sternika wagi lekkiej – 1. miejsce[2].
- Mistrzostwa Świata – Bled 2011 – czwórka bez sternika wagi lekkiej – 3. miejsce[2].
- Igrzyska Olimpijskie – Londyn 2012 – czwórka bez sternika wagi lekkiej – 2. miejsce.